# Paradisblomstersläktet
Paradisblomstersläktet (Cleome) är ett släkte av paradisblomsterväxter. Paradisblomstersläktet ingår i familjen paradisblomsterväxter.

## Bildgalleri

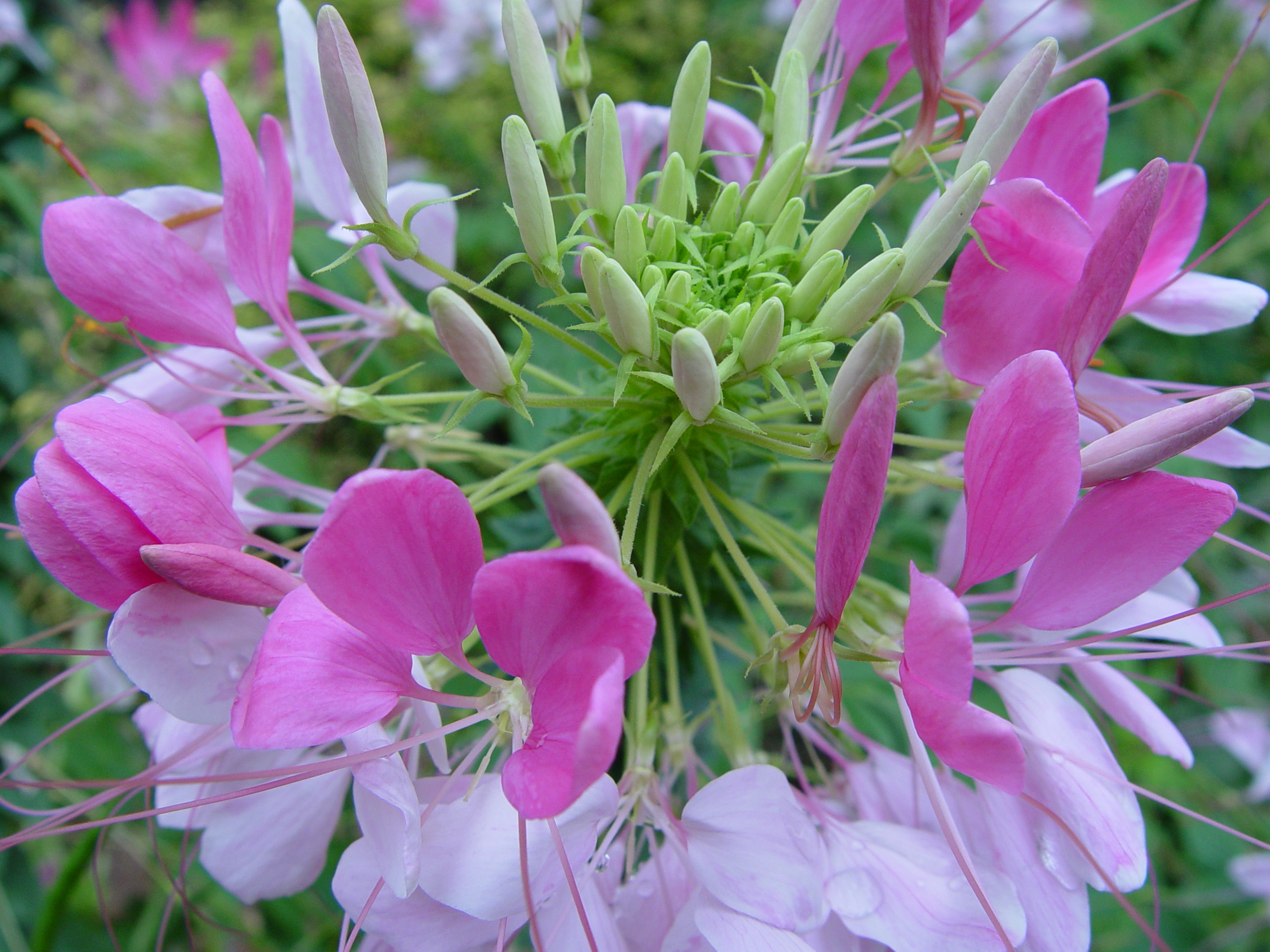
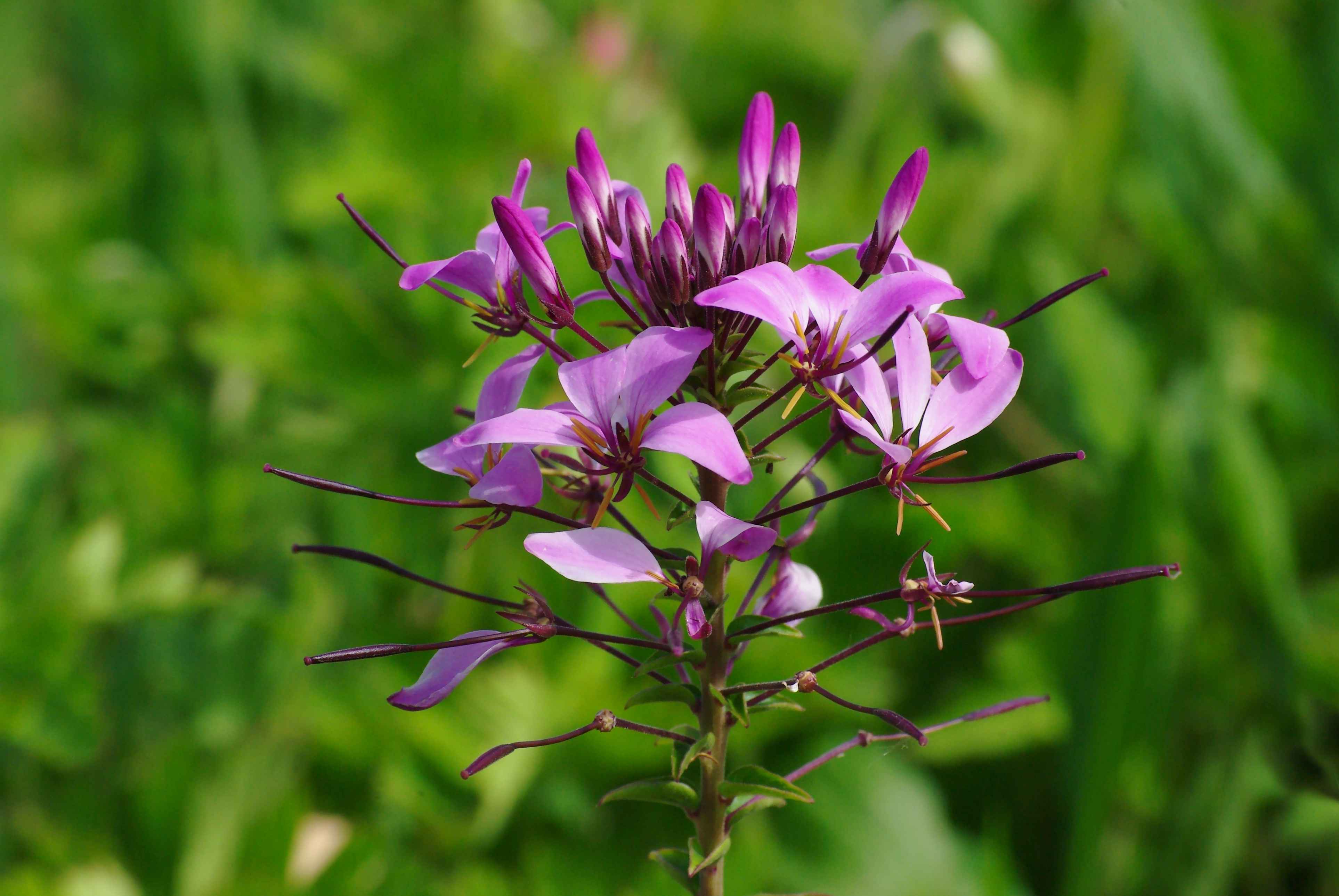
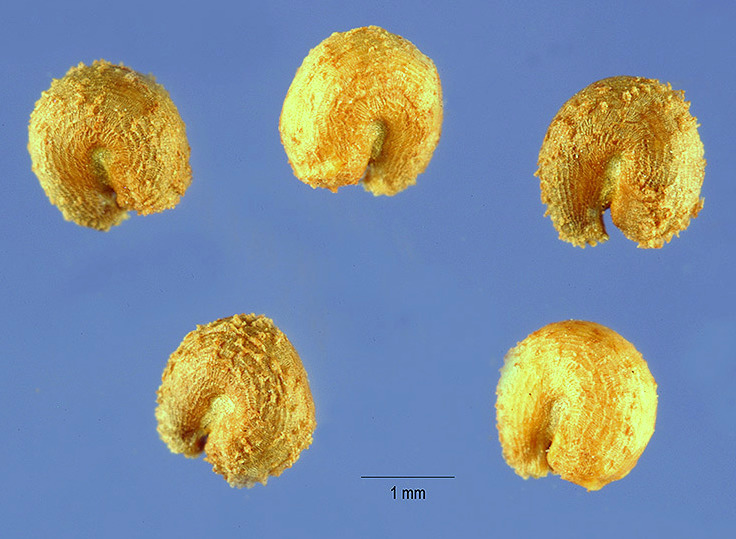
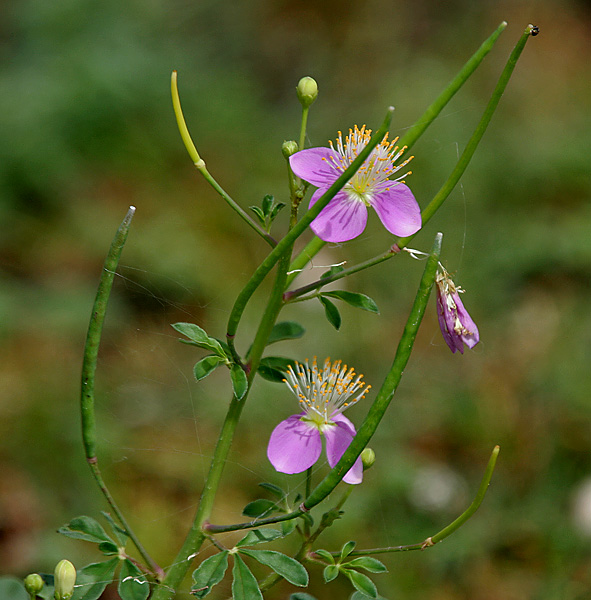
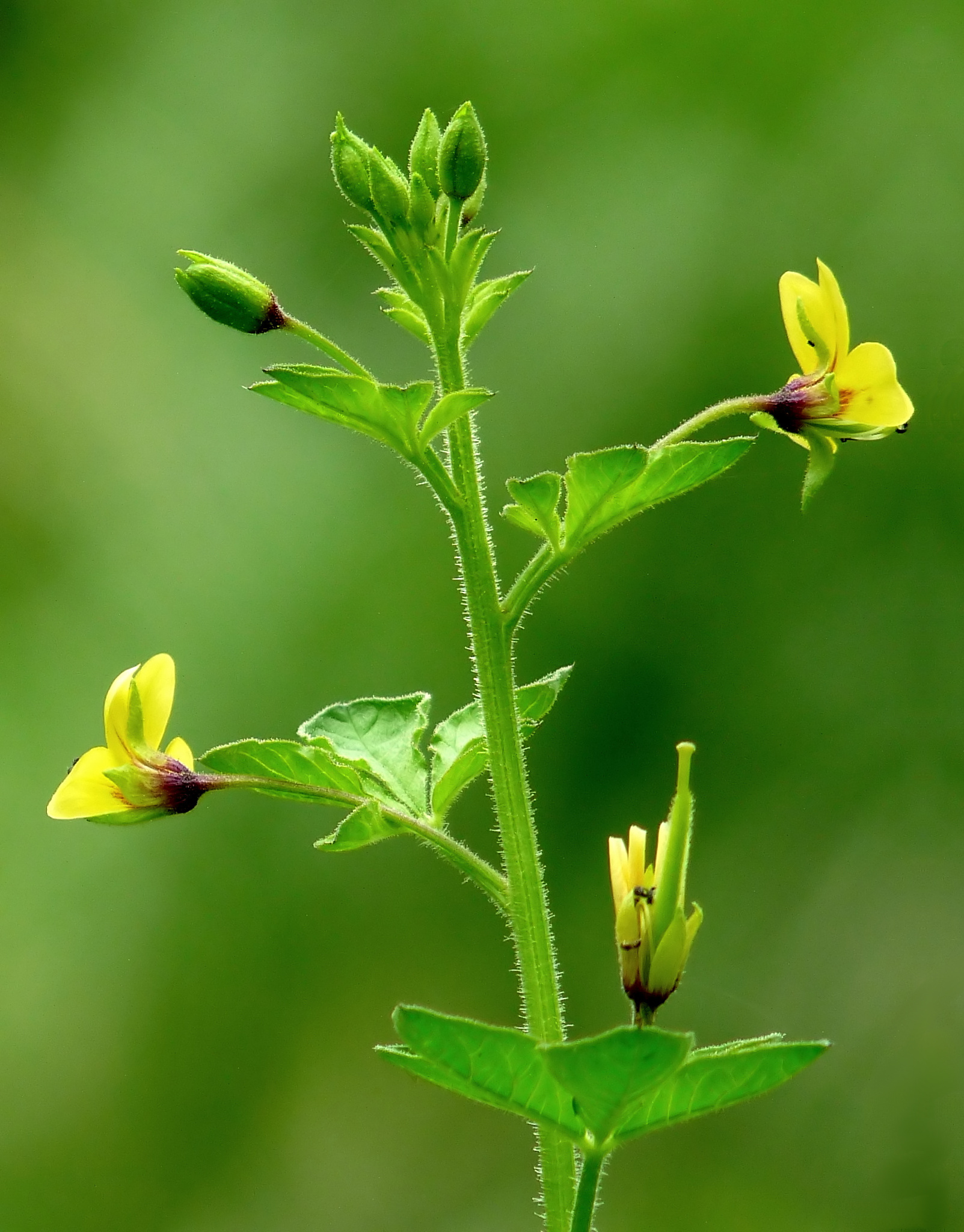
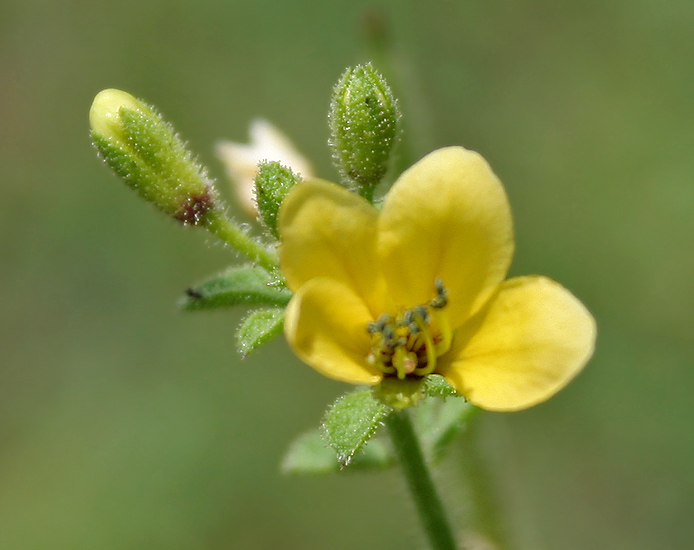

## Dottertaxa till Paradisblomstersläktet, i alfabetisk ordning[1][2]
- Cleome afrospina
- Cleome albescens
- Cleome allamanii
- Cleome amblyocarpa
- Cleome angustifolia
- Cleome anomala
- Cleome arabica
- Cleome arborea
- Cleome arenitensis
- Cleome ariana
- Cleome aspera
- Cleome augustinensis
- Cleome austroarabica
- Cleome bangiana
- Cleome beckiana
- Cleome bojeri
- Cleome boliviensis
- Cleome bororensis
- Cleome brachyadenia
- Cleome brevipetiolata
- Cleome briquetii
- Cleome bundeica
- Cleome burttii
- Cleome cardinalis
- Cleome carnosa
- Cleome chapalaensis
- Cleome chelidonii
- Cleome chilensis
- Cleome chodatiana
- Cleome chrysantha
- Cleome chrysogyna
- Cleome circassica
- Cleome cleomoides
- Cleome coeruleo-rosea
- Cleome coluteoides
- Cleome conrathii
- Cleome consimilis
- Cleome costaricensis
- Cleome cremoloba
- Cleome crenopetala
- Cleome dendroidea
- Cleome densifolia
- Cleome dolichostyla
- Cleome domingensis
- Cleome drepanocarpa
- Cleome droserifolia
- Cleome dumosa
- Cleome elegantissima
- Cleome eosina
- Cleome eyerdamii
- Cleome felina
- Cleome fimbriata
- Cleome foliosa
- Cleome fosteriana
- Cleome frutescens
- Cleome gallaensis
- Cleome glandulosa
- Cleome glaucescens
- Cleome gobica
- Cleome gordjaginii
- Cleome gossweileri
- Cleome guaranitica
- Cleome guianensis
- Cleome gynandra
- Cleome hadramautica
- Cleome hanburyana
- Cleome hassleriana
- Cleome hemsleyana
- Cleome heratensis
- Cleome hirta
- Cleome houstonii
- Cleome iberica
- Cleome iberidella
- Cleome insolata
- Cleome kalachariensis
- Cleome kelleriana
- Cleome kenneallyi
- Cleome kermesina
- Cleome kersiana
- Cleome khorassanica
- Cleome laburnifolia
- Cleome lanceolata
- Cleome latifolia
- Cleome lechleri
- Cleome lilloi
- Cleome limmenensis
- Cleome limoneolens
- Cleome lipskyi
- Cleome longifolia
- Cleome longipes
- Cleome lophosperma
- Cleome lupinifolia
- Cleome macradenia
- Cleome macrantha
- Cleome macrorrhiza
- Cleome macrothyrsus
- Cleome magnifica
- Cleome massae
- Cleome mathewsii
- Cleome melanosperma
- Cleome microaustralica
- Cleome microcarpa
- Cleome monophylla
- Cleome monophylloides
- Cleome montana
- Cleome moricandii
- Cleome moritziana
- Cleome mossamedensis
- Cleome mullendersii
- Cleome niamniamensis
- Cleome noeana
- Cleome oligandra
- Cleome omanensis
- Cleome ornithopodioides
- Cleome ovalifolia
- Cleome oxalidea
- Cleome oxypetala
- Cleome oxyphylla
- Cleome pachystigma
- Cleome pakistanica
- Cleome pallida
- Cleome paradoxa
- Cleome parviflora
- Cleome parvipetala
- Cleome parvisepala
- Cleome parvula
- Cleome paxii
- Cleome perrieri
- Cleome pilosa
- Cleome pinarensis
- Cleome polyanthera
- Cleome polytricha
- Cleome porphyrantha
- Cleome potosina
- Cleome procumbens
- Cleome pruinosa
- Cleome pruriens
- Cleome puberula
- Cleome purpurea
- Cleome quinquenervia
- Cleome raddeana
- Cleome ramosissima
- Cleome regnellii
- Cleome rosea
- Cleome rostrata
- Cleome rotundifolia
- Cleome rubella
- Cleome rubelloides
- Cleome rubiginosa
- Cleome rupicola
- Cleome rutidosperma
- Cleome scaposa
- Cleome schimperi
- Cleome schlechteri
- Cleome schweinfurthii
- Cleome semitetrandra
- Cleome sessilifolia
- Cleome siliculifera
- Cleome silvatica
- Cleome simplicifolia
- Cleome sinaloensis
- Cleome socotrana
- Cleome sparsifolia
- Cleome stenopetala
- Cleome stenophylla
- Cleome steveniana
- Cleome stricta
- Cleome strigosa
- Cleome stylosa
- Cleome suffruticosa
- Cleome tenella
- Cleome tenuicaulis
- Cleome tenuifolia
- Cleome tenuis
- Cleome tetrandra
- Cleome titubans
- Cleome tomentella
- Cleome torticarpa
- Cleome trachycarpa
- Cleome trollii
- Cleome tucumanensis
- Cleome tunarensis
- Cleome turkmena
- Cleome uncifera
- Cleome usambarica
- Cleome vahliana
- Cleome werdermannii
- Cleome violacea
- Cleome virens
- Cleome viridiflora
- Cleome viscosa